# Saison 1979-1980 de la LAH
Saison précédente Saison suivante
La saison 1979-1980 de la Ligue américaine de hockey est la 44e saison de la ligue. Dix équipes participent à la conquête de la coupe Calder qui est remportée pour la sixième fois par les Bears de Hershey.

## Changement de franchises
- Les Red Wings de l'Adirondack rejoignent la LAH et intègrent la division Nord.
- Les Firebirds de Philadelphie déménagent à Syracuse et deviennent les Firebirds de Syracuse.

## Saison régulière

### Classement
| Clt   | Équipe                          | PJ | V  | D  | N  | BP  | BC  | Pts |
| ----- | ------------------------------- | -- | -- | -- | -- | --- | --- | --- |
| +001, | Hawks du Nouveau-Brunswick      | 79 | 44 | 27 | 8  | 325 | 271 | 96  |
| +002, | Voyageurs de la Nouvelle-Écosse | 79 | 43 | 29 | 7  | 331 | 271 | 93  |
| +003, | Mariners du Maine               | 80 | 41 | 28 | 11 | 307 | 266 | 93  |
| +004, | Red Wings de l'Adirondack       | 80 | 32 | 37 | 11 | 297 | 309 | 75  |
| +005, | Indians de Springfield          | 80 | 31 | 37 | 12 | 292 | 302 | 74  |

| Clt   | Équipe                  | PJ | V  | D  | N  | BP  | BC  | Pts |
| ----- | ----------------------- | -- | -- | -- | -- | --- | --- | --- |
| +001, | Nighthawks de New Haven | 80 | 46 | 25 | 9  | 350 | 305 | 101 |
| +002, | Bears de Hershey        | 80 | 35 | 39 | 6  | 289 | 273 | 76  |
| +003, | Firebirds de Syracuse   | 80 | 31 | 42 | 7  | 303 | 364 | 69  |
| +004, | Americans de Rochester  | 80 | 28 | 42 | 10 | 260 | 327 | 66  |
| +005, | Dusters de Broome       | 80 | 24 | 49 | 7  | 268 | 334 | 55  |

- En gras : qualifiés pour les séries

### Meilleurs pointeurs
| Joueur         | Équipe                          | PJ | B  | A  | Pts | Pun |
| -------------- | ------------------------------- | -- | -- | -- | --- | --- |
| Normand Dubé   | Voyageurs de la Nouvelle-Écosse | 79 | 40 | 61 | 101 | 49  |
| Keith Acton    | Voyageurs de la Nouvelle-Écosse | 75 | 45 | 53 | 98  | 38  |
| Gordie Clark   | Mariners du Maine               | 79 | 47 | 43 | 90  | 64  |
| Bruce Boudreau | Nouveau-Brunswick               | 75 | 36 | 54 | 90  | 47  |
| Bill Lochead   | Nighthawks de New Haven         | 68 | 46 | 43 | 89  | 90  |
| Rick Shinske   | Red Wings de l'Adirondack       | 78 | 22 | 58 | 80  | 20  |
| Paul Evans     | Mariners du Maine               | 80 | 21 | 56 | 77  | 66  |
| Rick Meagher   | Voyageurs de la Nouvelle-Écosse | 64 | 32 | 44 | 76  | 53  |
| Dan Metivier   | Voyageurs de la Nouvelle-Écosse | 76 | 35 | 40 | 75  | 29  |
| Gord Brooks    | Firebirds de Syracuse           | 77 | 34 | 41 | 75  | 38  |

## Séries éliminatoires
Les quatre premiers de chaque division sont qualifiés pour les séries. Toutes les séries sont disputées au meilleur des sept matchs.
- Le premier de chaque division affronte le quatrième de sa division pendant que le deuxième affronte le troisième. Les vainqueurs se rencontrent.
- Les gagnants se disputent la coupe Calder[3].

|  | Demi-finales de division | Demi-finales de division | Demi-finales de division | Demi-finales de division |    |                   | Finales de division | Finales de division | Finales de division | Finales de division |  |  | Finale de la Coupe Calder | Finale de la Coupe Calder | Finale de la Coupe Calder | Finale de la Coupe Calder |
|  |                          |                          |                          |                          |    |                   |                     |                     |                     |                     |  |  |                           |                           |                           |                           |
|  |                          |                          |                          |                          |    |                   |                     |                     |                     |                     |  |  |                           |                           |                           |                           |
|  |                          |                          |                          |                          |    |                   |                     |                     |                     |                     |  |  |                           |                           |                           |                           |
|  | N1                       | Nouveau-Brunswick        | 4                        | 4                        |    |                   |                     |                     |                     |                     |  |  |                           |                           |                           |                           |
|  | N1                       | Nouveau-Brunswick        | 4                        | 4                        |    |                   |                     |                     |                     |                     |  |  |                           |                           |                           |                           |
|  | N4                       | Adirondack               | 1                        | 1                        |    |                   |                     |                     |                     |                     |  |  |                           |                           |                           |                           |
|  | N4                       | Adirondack               | 1                        | 1                        | N1 | Nouveau-Brunswick | 4                   | 4                   |                     |                     |  |  |                           |                           |                           |                           |
|  |                          |                          |                          |                          | N1 | Nouveau-Brunswick | 4                   | 4                   |                     |                     |  |  |                           |                           |                           |                           |
|  |                          |                          | N3                       | Maine                    | 2  | 2                 |                     |                     |                     |                     |  |  |                           |                           |                           |                           |
|  | N3                       | Maine                    | N3                       | Maine                    | 2  | 2                 | 4                   | 4                   |                     |                     |  |  |                           |                           |                           |                           |
|  | N3                       | Maine                    |                          |                          |    |                   |                     | 4                   |                     |                     |  |  |                           |                           |                           |                           |
|  | N2                       | Nouvelle-Écosse          | 2                        | 2                        |    |                   |                     |                     |                     |                     |  |  |                           |                           |                           |                           |
|  | N2                       | Nouvelle-Écosse          | 2                        | 2                        | N1 | Nouveau-Brunswick | 2                   | 2                   |                     |                     |  |  |                           |                           |                           |                           |
|  |                          |                          |                          |                          | N1 | Nouveau-Brunswick | 2                   | 2                   |                     |                     |  |  |                           |                           |                           |                           |
|  |                          |                          | S2                       | Hershey                  | 4  | 4                 |                     |                     |                     |                     |  |  |                           |                           |                           |                           |
|  | S1                       | New Haven                | S2                       | Hershey                  | 4  | 4                 | 4                   | 4                   |                     |                     |  |  |                           |                           |                           |                           |
|  | S1                       | New Haven                |                          |                          |    |                   |                     |                     |                     |                     |  |  |                           |                           |                           |                           |
|  | S4                       | Rochester                | 0                        | 0                        |    |                   |                     |                     |                     |                     |  |  |                           |                           |                           |                           |
|  | S4                       | Rochester                | 0                        | 0                        | S1 | New Haven         | 2                   | 2                   |                     |                     |  |  |                           |                           |                           |                           |
|  |                          |                          |                          |                          | S1 | New Haven         | 2                   | 2                   |                     |                     |  |  |                           |                           |                           |                           |
|  |                          |                          | S2                       | Hershey                  | 4  | 4                 |                     |                     |                     |                     |  |  |                           |                           |                           |                           |
|  | S3                       | Syracuse                 | S2                       | Hershey                  | 4  | 4                 | 0                   | 0                   |                     |                     |  |  |                           |                           |                           |                           |
|  | S3                       | Syracuse                 |                          |                          |    |                   |                     | 0                   |                     |                     |  |  |                           |                           |                           |                           |
|  | S2                       | Hershey                  | 4                        | 4                        |    |                   |                     |                     |                     |                     |  |  |                           |                           |                           |                           |
|  | S2                       | Hershey                  | 4                        | 4                        |    |                   |                     |                     |                     |                     |  |  |                           |                           |                           |                           |
|  |                          |                          |                          |                          |    |                   |                     |                     |                     |                     |  |  |                           |                           |                           |                           |

## Trophées

### Trophées collectifs
| Coupe Calder : Vainqueurs des séries                        | Bears de Hershey           |
| Trophée F.-G.-« Teddy »-Oke : Champions de la division Nord | Hawks du Nouveau-Brunswick |
| Trophée John-D.-Chick : Champions de la division Sud        | Nighthawks de New Haven    |

### Trophées individuels
| Trophée Les-Cunningham : Meilleur joueur de la saison                                 | Normand Dubé (Voyageurs de la Nouvelle-Écosse)     |
| Trophée John-B.-Sollenberger : Meilleur pointeur                                      | Normand Dubé (Voyageurs de la Nouvelle-Écosse)     |
| Trophée Dudley-« Red »-Garrett : Meilleure recrue                                     | Darryl Sutter (Hawks du Nouveau-Brunswick)         |
| Trophée Eddie-Shore : Meilleur défenseur de la saison                                 | Rick Vasko (Red Wings de l'Adirondack)             |
| Trophée Harry-« Hap »-Holmes : Gardien(s) de l'équipe ayant encaissé le moins de buts | Rick St. Croix et Robbie Moore (Mariners du Maine) |
| Trophée Louis-A.-R.-Pieri : Meilleur entraîneur de la saison                          | Doug Gibson (Bears de Hershey)                     |
| Trophée Fred-T.-Hunt : Joueur au meilleur esprit sportif'                             | Normand Dubé (Voyageurs de la Nouvelle-Écosse)     |